# Стервятники на дорогах
«Стервятники на дорогах» — боевик, снятый режиссёром Самвелом Гаспаровым. Премьера состоялась в июле 1991 года.

## Сюжет
Александр и Анатолий работают водителями-дальнобойщиками в Минске на автомобилях МАЗ-6422 и МАЗ-64228 в фирме, которая занимается международными перевозками. Как настоящие друзья, они всегда друг другу помогают, что бы в дороге ни случилось. 
Однажды Анатолию малознакомые люди предлагают доставить в ближайший населённый пункт колесо от ГАЗ-21/24. Судя по всему, в колесе спрятаны наркотики: Александр, имея нехорошее предчувствие и прошлый негативный опыт встречи с бандитами, пытается безуспешно отговорить друга принимать участие в этом деле, едва не ссорясь с ним. Когда Александр заехал в деревню в гости к своей однокашнице Маргарите, которая воспитывает ребёнка одна и работает проституткой на трассе под бандитской крышей, грабители заманили Анатолия в ловушку и убили его. В результате у беременной жены Анатолия, Ирины, случается истерика, а жена Александра (и сестра Анатолия), Татьяна, ссорится с ним и уходит от него. Александр пытается найти убийц друга и жестоко отомстить им, терпя издевательства хулиганов и бандитов, гибель подруги детства Маргариты от рук тех же бандитов и попустительство милиции. В конце концов ему это удаётся: на своём грузовике он преследует автомобили бандитов и уничтожает их многократными таранами, но в результате Александр становится разыскиваемым преступником.

## В ролях
- Олег Фомин — Саша (Александр Павлович) Токарев, дальнобойщик
- Виктор Мерзляков — Толик, дальнобойщик
- Нина Русланова — Рита, дорожная проститутка (роль озвучивает другая актриса)
- Наталья Вавилова — Таня, жена Саши и сестра Толика
- Марина Яковлева — Ира, жена Толика
- Арсен Гаспаров (01.01.1978) — Арсен, сын Риты
- Виктор Евграфов — бандит, убийца Толика
- Рафаэль Арзуманов — бандит с «Волги»
- Михаил Петров
- Сергей Барабанщиков — Гриша, инвалид
- Александр Брухацкий — бандит
- Иван Мацкевич — Иван, бандит
- Дзинтарс Бруверис — бандит
- Олег Корчиков — Бахметьев, младший лейтенант милиции
- Александр Кашперов — эпизод
- Виталий Быков — Игорь Алексеевич, следователь
- Пётр Четверенко — эпизод
- Валерий Шушкевич — эпизод
- Александр Аржиловский — дальнобойщик
- Евгений Титов — Витька «Вермут»

## Съёмочная группа
- Автор сценария: Самвел Гаспаров, Рамиль Ямалеев
- Режиссёр: Самвел Гаспаров

## Факты
- Дальнобойщики Александр и Анатолий работают на автомобилях МАЗ-6422, на момент съемок фильма — самые современные советские магистральные тягачи (к тому же грузовик Александра имеет переднюю облицовку кабины нового образца, пошедшую в серию с 1988 года). Техническим консультантом картины являлся генеральный конструктор ПО «БелавтоМАЗ» Высоцкий М.С. и фильм стал своеобразной рекламой продукции Минского автомобильного завода.
- Шпана в фильме ездит на мотоциклах «Ява 350-638», одной из самых популярных марок мотоциклов у советской молодежи во времена перестройки.
- Саундтреком к фильму стала мелодия Аллы Сигаловой «Стервятники на дорогах». Также в фильме звучат песни «Очарована, околдована» в исполнении группы «Санкт-Петербург» и «Эскадрон» Олега Газманова.